# Trampa de la liquidez

Representación de la situación de trampa de liquidez en una Gráfica IS-LM: un aumento de la masa monetaria de LM a LM' no reactiva la economía (no aumenta la inversión ni la producción, ni los precios, ni modifica las tasas de interés). En cambio un aumento de la inversión pública de IS a IS" reactiva la economía sin que suban las tasas de interés ni se genere un efecto desplazamiento de la inversión privada.

El término trampa de la liquidez es empleado en la teoría económica para describir una situación en la que los tipos de interés se encuentran muy bajos, próximos a cero en el que la preferencia por la liquidez tiende a hacerse absoluta, es decir las personas prefieren conservar todo el dinero antes que invertirlo, por lo que las medidas tendientes a aumentar la masa monetaria no tienen ningún efecto para dinamizar la economía y las autoridades monetarias no pueden hacer nada para llevar la tasa de interés a un nivel adecuado.
En este caso, se ha sostenido, el aumento de dinero en circulación no tiene ningún efecto sobre la producción o los precios, en contraste con la sugerencia derivada de la teoría cuantitativa del dinero, que sostiene que los precios y la producción son, en términos generales, proporcionales a la cantidad de dinero. La teoría de la trampa de la liquidez es originalmente una propuesta  keynesiana, que incluye como solución ante una situación semejante la realización de las inversiones públicas necesarias para conseguir el pleno empleo, aprovechando que el gobierno puede en un momento así tomar dinero prestado a tasas de interés ínfimas.
Lo anterior ha sido descrito como que “La curva de  preferencia de liquidez se hace infinitamente  elástica, debido al criterio unánime, por parte de los inversionistas, de que el tipo de interés no puede bajar más, el precio de los  títulos valores son tan altos que nadie confía en que sigan subiendo. Como consecuencia de ello, todo el mundo prefiere poseer dinero ocioso y la política monetaria no sirve para nada.”, o “Esto se produce cuando los tipos de interés son tan bajos que los agentes sólo pueden esperar que suban en el futuro. El bajo nivel de los tipos hace que retener activos líquidos en vez de invertirlos tenga un bajo coste. Por otra parte, no sería cauto invertir en bonos, pues su precio es ya muy elevado debido a la caída de tipos, y la previsible subida de éstos en el futuro haría perder valor a la cartera del inversor. Como consecuencia, las inyecciones de liquidez se atesoran en vez de destinarse a la inversión productiva, siendo por completo inefectivas.”
En otras palabras, se postula que en estas situaciones la política monetaria se vuelve inservible para estimular la actividad económica.

## Antecedentes
Para entender la trampa de la liquidez primero es necesario describir brevemente el mecanismo de funcionamiento de la política monetaria expansiva ante una situación de depresión económica.
Ante este tipo de situaciones la autoridad monetaria responde incrementando la oferta monetaria que hace bajar los tipos de interés de equilibrio y la bajada de los mismos provoca que se eleve la inversión y el consumo e indirectamente el empleo y la producción, acabando con la situación existente de estancamiento económico.

## Keynesianismo
La existencia de la trampa de liquidez fue postulada por el economista John Maynard Keynes en su obra Teoría general del empleo, el interés y el dinero . Fue retomada por John Hicks en el marco del modelo IS-LM, donde el tipo de interés posee una tasa mínima por debajo de la cual ya no puede descender, ya que en este punto las expectativa de los inversores es que el precio de los títulos es tan alto que nadie espera que pueda aumentar más, por lo que los inversionistas prefirieren de forma unánime mantener el dinero ocioso en forma de efectivo y la política monetaria deja de funcionar. Es necesario señalar que el propio Keynes consideraba esta posibilidad como una curiosidad teórica de poca importancia y aunque él sugería la ineficacia de la política monetaria, esto guardaba más relación con la baja elasticidad de la función de inversión ante las variaciones del tipo de interés y no por los efectos propios de la trampa de la liquidez.
A través del tiempo se continuó enseñando la trampa de la liquidez como una curiosidad intelectual que no había sido observada en ninguna situación. Sin embargo Keynes expuso que en Estados Unidos la crisis de liquidaciones en 1932, se dio una situación equiparable al "aplanamiento" propio de una la trampa de liquidez y la preferencia por la liquidez se hizo casi absoluta. Alvin Hansen consideró que la situación de Estados Unidos durante la Gran Depresión, especialmente desde 1934, puede considerarse un ejemplo de trampa de liquidez. Sin embargo su existencia no ha sido admitida por todos los economistas, en especial los pertenecientes a la Escuela monetarista que la han considerado incompatible con la teoría cuantitativa del dinero y consideran que el modelo de la trampa de liquidez ignora algunos de los mecanismos de transmisión que conllevan la modificación de la base monetaria y es muy restrictivo al contemplar sólo la variación de una tasa de interés dejando fuera los ajustes provocados en un gran conjunto de activos y únicamente en el caso de que todos estos activos fueran sustituibles perdería eficacia los aumentos de la oferta monetaria. Igualmente la teoría de la trampa de liquidez ha sido rechazada por la escuela austríaca.

## Actualidad
Cuando la economía japonesa cayó en un período de estancamiento prolongado con tasas de interés cercanas a cero, el concepto de una trampa de liquidez volvió a primer plano.  Ciertos economistas de la corriente llamada Nueva economía keynesiana como Paul Krugman postulan que la denominada "década perdida" de Japón, en el transcurso de los años 1990, es una situación muy similar a la descrita por Keynes, en la que los tipos de interés nominales se situaron cercanos a cero, pero la política monetaria no se mostraba capaz de reactivar la situación recesiva que sufría el país y acabar con la deflación instalada en el sistema.
También en la crisis económica de 2008-2013 de los Estados Unidos y Europa las tasas de interés se acercaron a cero. Paul Krugman argumentó repetidamente entre 2008-2012 que gran parte de los países desarrollados, incluyendo Estados Unidos, Europa y Japón, se encontraba en una trampa de liquidez. Demostró que la triplicación de la base monetaria de Estados Unidos entre 2008 y 2011 no produjo ningún efecto significativo sobre los índices de precios internos estadounidenses ni permitió reducir significativamente el desempleo. Krugman ha mostrado también cómo la trampa de liquidez funcionó en la crisis europea y ha expuesto cómo los planes de austeridad no podían lograr sanear las finanzas, y por el contrario, iban a incrementar la recesión y el desempleo, por lo que consideró fundamental el incremento de la inversión pública en Estados Unidos para salir de la crisis, y llamó al Banco Central Europeo a facilitar los fondos a los países en recesión para conseguir la estabilidad.